# Jan Andriessen
Wilhelmus Johannes (Jan) Andriessen (Goor (Ov.), 24 februari 1894 — Bunnik, 18 juni 1978) was een Nederlands politicus en vakbondsvoorzitter.

## Biografie en loopbaan
Andriessen werd geboren in het gezin van een rooms-katholieke metselaar. Op veertienjarige leeftijd werkte Andriessen bij de textielfabriek Jannink Arntz. & Co. in zijn geboorteplaats Goor. In 1911 werd hij bouwvakarbeider na een sociaal conflict met de fabrieksleiding van Jannink. Vanaf 1919 tot 1946 vervulde hij functies bij de landelijke Rooms-katholieke bouwvakarbeidersbond Sint-Joseph en de katholieke vakbeweging, met onderbreking door de Duitse bezetting van Nederland van 1940 tot 1945.
Van 1933 tot 1937 was Andriessen senator in de Eerste Kamer. Hij was inmiddels van Goor naar Utrecht verhuisd en zou later in 's-Gravenhage en Bunnik woonachtig zijn. Van 1937 tot 1967 was Andriessen, met uitzondering van de bezettingstijd, lid van de Tweede Kamer der Staten-Generaal. Van 1941 tot 1945 was de ervaren politicus commissaris van een bouwbedrijf nadat de Gleichschaltung van de katholieke vakbeweging tot zijn vrijwillig ontslag leidde. Van 1946 tot 1953 was hij partijvoorzitter van de Katholieke Volkspartij (KVP). Voorts was hij gemeenteraadslid in Bunnik van 1961 tot 1966.
Jan Andriessen was een bezadigde nuchtere Tukker, die met niet meer dan lagere school tientallen jaren een zeer vooraanstaande rol speelde in de katholieke arbeidersbeweging en later in de KVP en diens voorloper de RKSP. Als partijvoorzitter en plaatsvervangend fractievoorzitter was hij een steunpilaar van Carl Romme in Nederland. Hij was een diep gelovig katholiek en van onkreukbaar gedrag. Hij kende de sociale encyclieken van de pausen en de commentaren hierop van haver tot gort en handelde er ook naar. Andriessen was een bindende persoonlijkheid die zijn beperkingen ook erkende. Andriessen was lid van de Eerste Kamer van 18 juli 1933 tot 8 juni 1937 voor Groep II: Gelderland, Overijssel, Groningen en Drenthe) en lid van de Tweede Kamer van 8 juni 1937 tot 22 februari 1967.
Jan Andriessen was de vader van de KVP-politicus en oud-minister van Financiën Frans Andriessen (KVP, CDA).